# Elvis Sina
Elvis Sina (ur. 14 listopada 1978 w Tiranie) – albański były piłkarz. Należał do młodzieżowych reprezentacji U-16, U-18 i U-21, a w latach 2002–2005 był członkiem seniorskiej reprezentacji Albanii.
Był także kapitanem klubu KF Tirana oraz zawodnikiem z największą liczbą występów w historii tegoż klubu. W 2014 roku zakończył karierę piłkarską.